# Felip Lluís de Borbó
Felip Lluís de Borbó i de Savoia (Madrid, 2 de juliol–ídem, 8 de juliol de 1709) va ser un infant d'Espanya mort als pocs dies de néixer, era el segon dels fills de Felip V d'Espanya i de la seva primera muller Maria Lluïsa de Savoia, després del naixement del primogènit Lluís Felip el 1707.
Va néixer a Madrid el 2 de juliol, per temor a que morís a causa del baix pes i les seves escasses energies vitals, va ser batejat immediatament. Efectivament, l'infant no va sobreviure gaire temps, doncs va morir a la mateixa localitat set dies més tard. La autòpsia que se li va realitzar va revelar que el nadó presentava malformacions congènites, una considerable hipertròfia del cor i una deformació craniana. Immediatament el seu cos va ser conduït i enterrat el 10 de juliol a la sala segona del Panteó dels Infants del Reial Monestir de San Lorenzo de El Escorial. Tanmateix, la seva mort va ser ocultada a la reina fins al dia 21 de juliol perquè pogués recuperar-se del part, però des d'ençà aleshores Maria Lluïsa va tenir un estat de salut delicat.